# Reine Flachot
Reine Flachot (* 10. Oktober 1922 in Santa Fe, Argentinien; † 29. Oktober 1998) war eine französische Cellistin.

## Leben und Wirken
Flachot kam im Alter von zwölf Jahren nach Frankreich, wo sie Schülerin von Jean Dumont und Paul Bazelaire wurde und ab 1935 die Klasse von Gérard Hekking am Conservatoire de Paris besuchte. Bereits 1938 führte sie mit den Concerts Colonne Lalos Cellokonzert auf. Es folgte eine intensive internationale Konzerttätigkeit, die ihr den Ruf einer "Botschafterin der französischen Violoncello-Schule" einbrachte. Sie führte zahlreiche Werke zeitgenössischer Komponisten auf, u. a. die Suite Cisalpine von Darius Milhaud (1954), das Cellokonzert von Charles Brown (1956), das Cellokonzert von Pierre-Max Dubois (1958), die Sonate für Cello und Klavier von Francis Miroglio (1961), das Cellokonzert von Emile Mawet (1965), die Concerto-Rhapsodie von Aram Chatschaturjan (1967), das Cellokonzert von André Jolivet (1971) und die Cellosonate von Henri Sauguet (1972). Sie wurde 1954 mit dem Piatigorsky-Preis und 1954 mit dem Internationalen Preis von Orense ausgezeichnet.
Daneben wandte sie sich seit Ende der 1960er Jahre verstärkt der Lehrtätigkeit zu. Seit 1966 unterrichtete sie an der École Normale de Musique de Paris (ENM). 1970 wechselte sie zum Centre musical international in Annecy und unterrichtete dann bis 1974 an der Tōhō-Gakuen-Musikhochschule in Tokio. Danach kehrte sie nach Europa zurück, wo sie an der Musik-Akademie der Stadt Basel unterrichtete, ihre Lehrtätigkeit an der ENM wieder aufnahm und als erste Frau eine Professur am Conservatoire National Supérieur Musique in Lyon erhielt. Zu ihren Schülern zählten Jean-Guihen Queyras, Tobias Moster, Sébastien Singer und Maryse Castello. 1995 zog sich Flachot von der Lehr- und Konzerttätigkeit zurück.
| Personendaten    | Personendaten          |
| ---------------- | ---------------------- |
| NAME             | Flachot, Reine         |
| KURZBESCHREIBUNG | französische Cellistin |
| GEBURTSDATUM     | 10. Oktober 1922       |
| GEBURTSORT       | Santa Fe, Argentinien  |
| STERBEDATUM      | 29. Oktober 1998       |